# Festival international de films de Fribourg 2018
Le Festival international de films de Fribourg 2018, 32e édition du festival, s'est déroulé du 16 au 24 mars 2018.

## Déroulement et faits marquants
Le Grand Prix est décernée au film ukrainien Riven tchornoho de Valentyn Vassianovytch. Le Prix spécial du jury est remis au film coréen After My Death de Kim Ui-seok et le Prix du public à What Will People Say de Iram Haq.

## Jury
- Kaouther Ben Hania, réalisatrice
- Ariunaa Tserenpil, productrice
- Alexandre O. Philippe, réalisateur
- Boo Junfeng, réalisateur

## Sélection

### En compétition internationale
- After My Death (죄 많은 소녀) de Kim Ui-seok  Corée du Sud
- Black Level (Рівень чорного) de Valentyn Vasyanovych  Ukraine
- Dark is the Night de Adolfo Borinaga Alix Jr.  Philippines
- Five Fingers for Marseilles de Michael Matthews  Afrique du Sud
- Foxtrot de Samuel Maoz  Israël
- Goodbye, Grandpa! (おじいちゃん、死んじゃったって) de Yukihiro Morigaki  Japon
- Green Days by the River de Michael Mooleedhar  Trinité-et-Tobago
- Packing Heavy (Mochila de Plomo) de Dario Mascambroni  Argentine
- The Seen and Unseen (Sekala Niskala) de Kamila Andini  Indonésie
- Unicorn (Unicórnio) de Eduardo Nunes  Brésil
- Walking With The Wind de Praveen Morchhale  Inde
- What Will People Say (Hva vil folk si) de Iram Haq  Allemagne  Norvège  Suède

## Palmarès

### En compétition internationale
- Grand Prix : Black Level de Valentyn Vasyanovych.
- Prix spécial du jury : After My Death de Kim Ui-seok.
- Prix du public : What Will People Say de Iram Haq.